# 신산초등학교 (제주)
신산초등학교는 대한민국 제주특별자치도 서귀포시 성산읍에 있는 공립 초등학교이다.

## 학교 연혁
- 1941년 6월 14일: 신산국민학교 설립인가
- 1941년 7월 5일: 신산국민학교 개교
- 1981년 3월 10일 : 신산국민학교 병설유치원 개원(1학급)
- 1995년 3월 1일 : 난산분교장 본교에 통폐합
- 1996년 3월 1일 : 신산초등학교로 개칭
- 1998년 3월 1일 : 삼달분교장 본교에 통폐합
- 1999년 9월 1일 : 신산 초·중 통합
- 2011년 3월 1일 : YP 시범학교 운영(2011.03.01.~2013.02.28.)
- 2018년 3월 1일 : 통합학교 제8대 교장 오순애 교장 부임
- 2019년 1월 30일 : 제73회 졸업(졸업생 총수 2,907명)

## 참고 자료
- 신산초등학교 - 한국교육학술정보원 학교알리미